# Francisco Gil de Taboada
Francisco Gil de Taboada y Lemos (Santa María de Soutolongo, Lalín -Pontevedra, 24 de septiembre de 1733 - Madrid, 19 de febrero de 1810) fue un noble, político y marino español, XI virrey de Nueva Granada (1789), XXXV virrey del Perú (1790-1796) y XI capitán general de la Real Armada Española.

## Biografía
Nacido en el seno de una distinguida familia gallega, sus padres fueron Diego Felipe Gil de Taboada y Villamarín, señor de Dés, y María Josefa de Lemos y Rois. A los 16 años de edad se convirtió en caballero de San Juan de Jerusalén, orden en la que llegó a ser Gran Cruz y bailío, y comendador de Puertomarín.
Sentó plaza de guardiamarina en la Compañía del Departamento de Cádiz el 27 de octubre de 1752. Fue ascendido a alférez de fragata el 23 de diciembre de 1754, a alférez de navío el 12 de abril de 1760, a teniente de fragata el 8 de abril de 1765 y a teniente de navío el 3 de septiembre de 1767. Durante estos mandos estuvo embarcado en diferentes buques, haciendo cruceros por el Mediterráneo y los océanos Atlántico y Pacífico.
Ascendió a capitán de fragata el 22 de octubre de 1770. Con este mando se le nombró gobernador de las islas Malvinas (1774 - 1777), pero luego fue ascendido a capitán de navío el 17 de febrero de 1776, siendo nombrado capitán de la recién creada Compañía de Guardiamarinas del Departamento de Ferrol, cargo que desempeñó durante algunos años.
Fue ascendido a brigadier el 19 de junio de 1781, siguiendo en el cargo anterior; a jefe de escuadra, el 21 de diciembre de 1782 y a instancias de Antonio Valdés, ministro de Indias, a finales de 1788 fue nombrado virrey, gobernador y capitán general del Nuevo Reino de Granada y presidente de la Audiencia de Santafé de Bogotá. Ascendió a teniente general el 4 de marzo de 1789.
Con este grado, pasó en 1790 a virrey del Perú y presidente de la audiencia de Lima. A su regreso a España pasó con éxito por el Juicio de residencia, donde unos secretarios y un tribunal especial analizaban todas las actuaciones de su gobierno como tal virrey, con arreglo a lo establecido en las Leyes de Indias. En estos juicios nada quedaba sin investigar, hasta cuadrar la última cuenta, dándose el caso de durar varios años.
En 1791 como su primer año de virrey fundó la academia Real de Náutica el 1 de noviembre

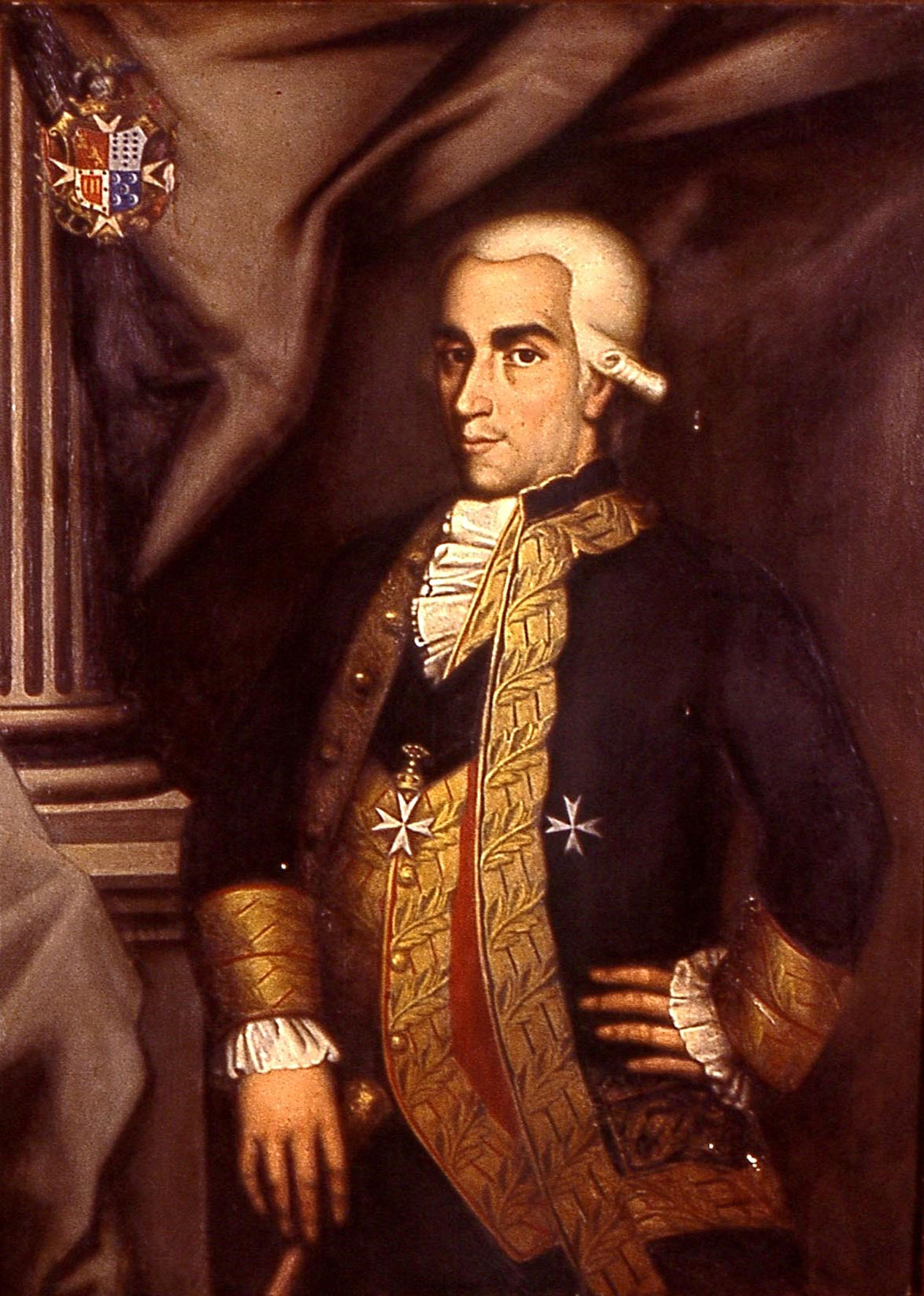
Retrato de Francisco Gil de Taboada, por Julio García Condoy (Museo Naval de Madrid).

Fue nombrado consejero del Consejo Supremo de Guerra y, sin dejar este alto cargo, desempeñó otros, también importantes, del ramo de la Marina. En 1799 fue nombrado director general de la Armada, primero con carácter interino y después en propiedad. El 6 de febrero de 1805, al ser designado el general Domingo Grandallana para el mando de la escuadra de Ferrol, se encargó interinamente a Gil de Taboada de la secretaría de Estado y del departamento de Marina.
Por real decreto del 9 de noviembre del mismo año, fue ascendido a capitán general de la Real Armada. Se considera en el decreto que por sus méritos debe de ser ascendido: "al tiempo que S. M. premia el mérito de los combatientes de la escuadra del general don Federico Gravina". Se le confirmó en propiedad, como ministro de Marina, por real decreto del 22 de abril de 1806. También siguió desempeñando la dirección general de la Armada hasta 1807, en que se dispuso que en sustitución de dicho cargo se crease el empleo de inspector general de Marina.
Ejerciendo todos estos altos cargos sobrevino el Motín de Aranjuez y los graves sucesos que le siguieron, entre ellos la abdicación del rey Carlos IV en su hijo Fernando VII. Gil de Taboada, como los demás ministros, fue ratificado en el ejercicio de su cometido y en él continuó hasta la salida del rey hacia Bayona. Para actuar durante la ausencia del monarca se formó una junta, compuesta por los ministros y presidida por el infante don Antonio, tío de Fernando VII.
El conde de Toreno, en su comentario sobre la junta, se expresa de la siguiente manera: Continuó al frente de la marina don Francisco Gil de Taboada y Lemos, anciano respetable, de carácter entero y firme. Esta cualidad pronto hubo de manifestarla oponiéndose al deseo del gran duque de Berg de que le fuese entregado Godoy, que se hallaba confinado en el castillo de Villaviciosa para ser sometido al fallo de un tribunal. Previendo que la junta de ministros pronto sería anulada por la presión de los invasores, Gil de Lemos lanzó la idea de que fuese sustituida por otra, reunida fuera de Madrid.

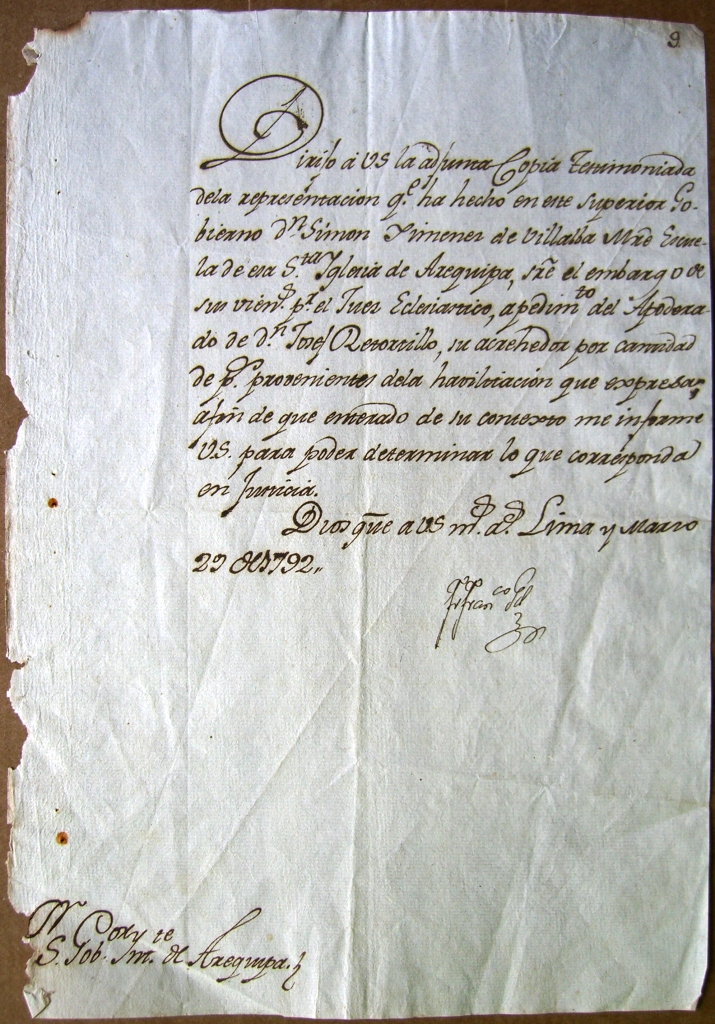
Firma de Gil de Taboada.

Cuando los franceses obligaron al infante don Antonio a salir hacia Bayona después de la explosión popular del 2 de mayo, escribió a Gil de Taboada una carta instándole a que la junta siguiese por los mismos cauces trazados para evitar males mayores. Pero el 4 de mayo Murat quiso presidirla, asistiendo algunos de los miembros, que al fin cedieron. No así Gil de Taboada, que se mantuvo firme, presentando su dimisión y retirándose a su domicilio.
Al ser evacuado Madrid por los franceses después de la victoria española sobre los ejércitos imperiales en Bailén, Gil de Taboada juró de nuevo su cargo el 29 de septiembre de 1808 en Aranjuez, donde se reunió la Junta Central como depositaria del poder supremo de la nación durante la ausencia del Rey.
Cuando entraron de nuevo los ejércitos franceses en la capital de la nación, Madrid, se instó a que pasase a prestar juramento ante el rey intruso José Bonaparte. Se negó a ello con entereza, quedando expuesto a las represalias, ya que su avanzada edad -era octogenario- le impedía fugarse.
Aunque algunos ministros del corso instaron al monarca a que persiguiese a Gil de Taboada, el Rey se negó, prohibiendo se molestara a tan valiente anciano. Cuando falleció al año siguiente, 1809, la guarnición francesa de Madrid le tributó los honores fúnebres que le correspondían por su alta dignidad. Un destacado descendiente suyo en América es el escritor chileno Antonio Gil Iñiguez y los caudillos argentinos y gobernadores de Santiago del Estero Antonino Taboada y Manuel Taboada.
En el Nomenclátor de Montevideo, una calle de la localidad de Pajas Blancas recuerda su nombre.